# 吴涛 (田径运动员)
吴涛（1983年10月3日—），男，辽宁人，中国铁饼运动员。他曾在韩国釜山举行的2002年亚洲运动会中获得男子铁饼金牌。他也参加了2004年夏季奥林匹克运动会。